# Alan Jackson

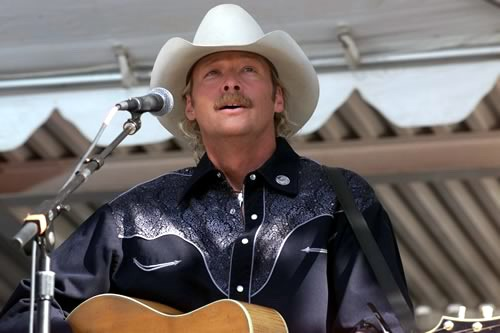
Alan Jackson (2002)

Alan Eugene Jackson (* 17. Oktober 1958 in Newnan, Georgia) ist ein US-amerikanischer Country-Sänger und -Songwriter. Er ist mit 26 Nummer-1-Hits in den Country-Charts einer der erfolgreichsten Musiker des Genres und wurde 20 Mal für den Grammy nominiert und zwei Mal damit ausgezeichnet.

## Anfänge
Alan Jackson begeisterte sich von Kindheit an vor allem für Autos und Country-Musik. 1979 heiratete er, wechselte immer wieder die Jobs und gründete die Band Dixie Steel, mit der er in der lokalen Clubszene auftrat. Seine Frau Denise arbeitete als Flugbegleiterin und traf im Flughafen von Atlanta eines Tages auf Glen Campbell. Sie erzählte ihm von den musikalischen Ambitionen ihres Mannes und erhielt die Kontaktdaten von Campbells Musikverlag.
Jackson spielte einige selbstgeschriebene Songs vor und bekam eine Stelle als Songschreiber. 1985 zog er mit seiner Frau nach Nashville, wo er tagsüber Songs schrieb und sich mit Gelegenheitsjobs über Wasser hielt. Abends trat er in kleineren Clubs auf. Gemeinsam mit dem Produzenten Keith Stegall spielte er einige Demo-Tapes ein.

## Karriere
Die New Yorker Schallplattenfirma Arista Records beabsichtigte damals, ihre Aktivitäten nach Nashville auszuweiten. Alan Jackson erhielt 1989 als erster einen Vertrag. Nach einer mäßig erfolgreichen Single wurde 1990 das Album Here in the Real World veröffentlicht, das sich mehr als eine Million Mal verkaufte. Jedes von Jacksons folgenden Alben wurde mit Platin oder sogar mit mehrfachem Platin ausgezeichnet, und fast jede seiner Singles erreichte die Spitze der Country-Charts.
Jacksons 15. Soloalbum Good Time, das im März 2008 erschien, erreichte als viertes Album auch Platz eins der Billboard-200-Verkaufscharts und belegte in der Schweiz Platz 66 der Hitparade. Im April 2010 wurde Jackson mit einem Stern auf dem Hollywood Walk of Fame in der Kategorie Musik geehrt. 2017 wurde er in die Country Music Hall of Fame aufgenommen. Die Laudatio hielt Loretta Lynn, die nach einem Schlaganfall erstmals wieder öffentlich auftrat. 2018 wurde der Sänger in die Songwriters Hall of Fame aufgenommen. Jackson lebt mit seiner Frau und drei Töchtern in Tennessee.

## Diskografie

### Studioalben
| Jahr | Titel                                        | Höchstplatzierung, Gesamtwochen, AuszeichnungChartplatzierungen (Jahr, Titel, Platzierungen, Wochen, Auszeichnungen, Anmerkungen) | Höchstplatzierung, Gesamtwochen, AuszeichnungChartplatzierungen (Jahr, Titel, Platzierungen, Wochen, Auszeichnungen, Anmerkungen) | Höchstplatzierung, Gesamtwochen, AuszeichnungChartplatzierungen (Jahr, Titel, Platzierungen, Wochen, Auszeichnungen, Anmerkungen) | Höchstplatzierung, Gesamtwochen, AuszeichnungChartplatzierungen (Jahr, Titel, Platzierungen, Wochen, Auszeichnungen, Anmerkungen) | Höchstplatzierung, Gesamtwochen, AuszeichnungChartplatzierungen (Jahr, Titel, Platzierungen, Wochen, Auszeichnungen, Anmerkungen) | Höchstplatzierung, Gesamtwochen, AuszeichnungChartplatzierungen (Jahr, Titel, Platzierungen, Wochen, Auszeichnungen, Anmerkungen) | Anmerkungen                                            |
| Jahr | Titel                                        | DE | AT | CH | UK | US | Country | Anmerkungen                                            |
| ---- | -------------------------------------------- | --- | --- | --- | --- | --- | --- | ------------------------------------------------------ |
| 1987 | New Traditional                              | — | — | — | — | — | — | Erstveröffentlichung: 1987                             |
| 1990 | Here in the Real World                       | — | — | — | — | US57 ×2Doppelplatin · (110 Wo.)US                                                                                                 | Country4 (214 Wo.)Country | Erstveröffentlichung: 27. Februar 1990                 |
| 1991 | Don’t Rock the Jukebox                       | — | — | — | — | US17 ×4Vierfachplatin · (118 Wo.)US                                                                                               | Country2 (195 Wo.)Country | Erstveröffentlichung: 14. Mai 1991                     |
| 1992 | A Lot About Livin’ (And a Little ’Bout Love) | — | — | — | — | US13 ×5Fünffachplatin · (122 Wo.)US                                                                                               | Country1 (159 Wo.)Country | Erstveröffentlichung: 6. Oktober 1992                  |
| 1993 | Honky Tonk Christmas                         | — | — | — | — | US42 Platin · (20 Wo.)US | Country7 (15 Wo.)Country | Erstveröffentlichung: 12. Oktober 1993 Weihnachtsalbum |
| 1994 | Who I Am                                     | — | — | — | — | US5 ×4Vierfachplatin · (69 Wo.)US                                                                                                 | Country1 (82 Wo.)Country | Erstveröffentlichung: 28. Juni 1994                    |
| 1996 | Everything I Love                            | — | — | — | — | US12 ×3Dreifachplatin · (73 Wo.)US                                                                                                | Country1 (104 Wo.)Country | Erstveröffentlichung: 29. Oktober 1996                 |
| 1998 | High Mileage                                 | — | — | — | — | US4 Platin · (40 Wo.)US | Country1 (94 Wo.)Country | Erstveröffentlichung: 1. September 1998                |
| 1999 | Under the Influence                          | — | — | — | — | US9 Platin · (51 Wo.)US | Country2 (102 Wo.)Country | Erstveröffentlichung: 26. Oktober 1999                 |
| 2000 | When Somebody Loves You                      | — | — | — | — | US15 Platin · (45 Wo.)US | Country1 (97 Wo.)Country | Erstveröffentlichung: 7. November 2000                 |
| 2002 | Drive                                        | — | — | — | — | US1 ×4Vierfachplatin · (77 Wo.)US                                                                                                 | Country1 (103 Wo.)Country | Erstveröffentlichung: 15. Januar 2002                  |
| 2002 | Let It Be Christmas                          | — | — | — | — | US27 Gold · (9 Wo.)US | Country6 (23 Wo.)Country | Erstveröffentlichung: 22. Oktober 2002 Weihnachtsalbum |
| 2004 | What I Do                                    | — | — | — | — | US1 Platin · (24 Wo.)US | Country1 (60 Wo.)Country | Erstveröffentlichung: 7. September 2004                |
| 2006 | Precious Memories                            | — | — | — | — | US4 Platin · (101 Wo.)US | Country1 (96 Wo.)Country | Erstveröffentlichung: 28. Februar 2006 Gospelalbum     |
| 2006 | Like Red on a Rose                           | — | — | — | — | US4 Gold · (39 Wo.)US | Country1 (62 Wo.)Country | Erstveröffentlichung: 26. September 2006               |
| 2008 | Good Time                                    | — | — | CH66 (2 Wo.)CH | — | US1 Platin · (82 Wo.)US | Country1 (82 Wo.)Country | Erstveröffentlichung: 4. März 2008                     |
| 2010 | Freight Train                                | — | — | CH65 (1 Wo.)CH | — | US7 (12 Wo.)US | Country2 (40 Wo.)Country | Erstveröffentlichung: 30. März 2010                    |
| 2012 | Thirty Miles West                            | — | — | — | UK95 (1 Wo.)UK | US2 (16 Wo.)US | Country1 (45 Wo.)Country | Erstveröffentlichung: 5. Juni 2012                     |
| 2013 | Precious Memories Volume II                  | — | — | — | — | US5 (20 Wo.)US | Country2 (47 Wo.)Country | Erstveröffentlichung: 26. März 2013 Gospelalbum        |
| 2013 | The Bluegrass Album                          | — | — | — | — | US11 (13 Wo.)US | Country3 (22 Wo.)Country | Erstveröffentlichung: 24. September 2013               |
| 2015 | Angels and Alcohol                           | — | — | — | UK85 (1 Wo.)UK | US5 (9 Wo.)US | Country1 (32 Wo.)Country | Erstveröffentlichung: 17. Juli 2015                    |
| 2021 | Where Have You Gone                          | DE44 (1 Wo.)DE | AT68 (1 Wo.)AT | CH16 (3 Wo.)CH | — | US9 (3 Wo.)US | Country2 (5 Wo.)Country | Erstveröffentlichung: 14. Mai 2021                     |

### Livealben
| Jahr | Titel                 | Höchstplatzierung, Gesamtwochen, AuszeichnungChartplatzierungen (Jahr, Titel, Platzierungen, Wochen, Auszeichnungen, Anmerkungen) | Höchstplatzierung, Gesamtwochen, AuszeichnungChartplatzierungen (Jahr, Titel, Platzierungen, Wochen, Auszeichnungen, Anmerkungen) | Höchstplatzierung, Gesamtwochen, AuszeichnungChartplatzierungen (Jahr, Titel, Platzierungen, Wochen, Auszeichnungen, Anmerkungen) | Höchstplatzierung, Gesamtwochen, AuszeichnungChartplatzierungen (Jahr, Titel, Platzierungen, Wochen, Auszeichnungen, Anmerkungen) | Höchstplatzierung, Gesamtwochen, AuszeichnungChartplatzierungen (Jahr, Titel, Platzierungen, Wochen, Auszeichnungen, Anmerkungen) | Höchstplatzierung, Gesamtwochen, AuszeichnungChartplatzierungen (Jahr, Titel, Platzierungen, Wochen, Auszeichnungen, Anmerkungen) | Anmerkungen                                                             |
| Jahr | Titel                 | DE | AT | CH | UK | US | Country | Anmerkungen                                                             |
| ---- | --------------------- | --- | --- | --- | --- | --- | --- | ----------------------------------------------------------------------- |
| 2007 | Live at Texas Stadium | — | — | — | — | US11 (11 Wo.)US | Country4 (30 Wo.)Country | Erstveröffentlichung: 3. April 2007 mit George Strait und Jimmy Buffett |

### Kompilationen
| Jahr | Titel                           | Höchstplatzierung, Gesamtwochen, AuszeichnungChartplatzierungen (Jahr, Titel, Platzierungen, Wochen, Auszeichnungen, Anmerkungen) | Höchstplatzierung, Gesamtwochen, AuszeichnungChartplatzierungen (Jahr, Titel, Platzierungen, Wochen, Auszeichnungen, Anmerkungen) | Höchstplatzierung, Gesamtwochen, AuszeichnungChartplatzierungen (Jahr, Titel, Platzierungen, Wochen, Auszeichnungen, Anmerkungen) | Höchstplatzierung, Gesamtwochen, AuszeichnungChartplatzierungen (Jahr, Titel, Platzierungen, Wochen, Auszeichnungen, Anmerkungen) | Höchstplatzierung, Gesamtwochen, AuszeichnungChartplatzierungen (Jahr, Titel, Platzierungen, Wochen, Auszeichnungen, Anmerkungen) | Höchstplatzierung, Gesamtwochen, AuszeichnungChartplatzierungen (Jahr, Titel, Platzierungen, Wochen, Auszeichnungen, Anmerkungen) | Anmerkungen                                                                                   |
| Jahr | Titel                           | DE | AT | CH | UK | US | Country | Anmerkungen                                                                                   |
| ---- | ------------------------------- | --- | --- | --- | --- | --- | --- | --------------------------------------------------------------------------------------------- |
| 1995 | The Greatest Hits Collection    | — | — | — | UK— SilberUK | US5 ×5Fünffachplatin · (105 Wo.)US                                                                                                | Country1 (242 Wo.)Country | Erstveröffentlichung: 24. Oktober 1995                                                        |
| 1999 | Super Hits                      | — | — | — | — | — | Country44 (19 Wo.)Country | Erstveröffentlichung: 23. März 1999                                                           |
| 2003 | Greatest Hits Volume II         | — | — | — | — | US1 ×7Siebenfachplatin · (35 Wo.)US                                                                                               | Country1 (110 Wo.)Country | Erstveröffentlichung: 12. August 2003                                                         |
| 2004 | The Very Best Of Alan Jackson   | — | — | — | UK47 (2 Wo.)UK | US146 (1 Wo.)US | Country19 (37 Wo.)Country | Erstveröffentlichung: 14. Juni 2004                                                           |
| 2007 | 16 Biggest Hits                 | — | — | — | — | US141 (12 Wo.)US | Country22 (78 Wo.)Country | Erstveröffentlichung: 7. August 2007                                                          |
| 2009 | Songs of Love and Heartache     | — | — | — | — | US34 (6 Wo.)US | Country10 (36 Wo.)Country | Erstveröffentlichung: 2. November 2009                                                        |
| 2010 | 34 Number Ones                  | — | — | — | UK— SilberUK | US37 Gold · (21 Wo.)US | Country7 (87 Wo.)Country | Erstveröffentlichung: 23. November 2010                                                       |
| 2012 | The Essential Alan Jackson      | — | — | — | UK— SilberUK | US145 (6 Wo.)US | Country25 (30 Wo.)Country | Erstveröffentlichung: 17. April 2012 Inhaltsgleiche Wiederveröffentlichung von 34 Number Ones |
| 2015 | Genuine: The Alan Jackson Story | — | — | — | — | — | Country19 (13 Wo.)Country | Erstveröffentlichung: 6. Dezember 2015                                                        |
| 2016 | Precious Memories Collection    | — | — | — | — | US33 (28 Wo.)US | Country4 (61 Wo.)Country | Erstveröffentlichung: 28. Oktober 2016                                                        |

Weitere Kompilationen
- 2012: Playlist: The Very Best of Alan Jackson

### Singles
| Jahr | Titel Album                                                                             | Höchstplatzierung, Gesamtwochen, AuszeichnungChartplatzierungen (Jahr, Titel, Album, Platzierungen, Wochen, Auszeichnungen, Anmerkungen) | Höchstplatzierung, Gesamtwochen, AuszeichnungChartplatzierungen (Jahr, Titel, Album, Platzierungen, Wochen, Auszeichnungen, Anmerkungen) | Anmerkungen                                                                                                  |
| Jahr | Titel Album                                                                             | US | Country | Anmerkungen                                                                                                  |
| --- | --------------------------------------------------------------------------------------- | --- | --- | --- |
| 1989 | Blue Blooded Woman Here in the Real World                                               | — | Country45 (12 Wo.)Country | Erstveröffentlichung: September 1989                                                                         |
| 1990 | Here in the Real World                                                                  | — | Country3 (26 Wo.)Country | Erstveröffentlichung: 15. Januar 1990                                                                        |
| 1990 | Wanted Here in the Real World                                                           | — | Country3 (21 Wo.)Country | Erstveröffentlichung: 28. Mai 1990                                                                           |
| 1990 | Chasin’ That Neon Rainbow Here in the Real World                                        | — | Country2 (20 Wo.)Country | Erstveröffentlichung: September 1990                                                                         |
| 1991 | I’d Love You All Over Again Here in the Real World                                      | — | Country1 (20 Wo.)Country | Erstveröffentlichung: 7. Januar 1991                                                                         |
| 1991 | Don’t Rock the Jukebox                                                                  | — | Country1 (20 Wo.)Country | Erstveröffentlichung: 29. April 1991                                                                         |
| 1991 | Someday Don’t Rock the Jukebox                                                          | — | Country1 (20 Wo.)Country | Erstveröffentlichung: 19. August 1991                                                                        |
| 1991 | Dallas Don’t Rock the Jukebox                                                           | — | Country1 (20 Wo.)Country | Erstveröffentlichung: 30. Dezember 2991                                                                      |
| 1992 | Midnight in Montgomery Don’t Rock the Jukebox                                           | — | Country3 (20 Wo.)Country | Erstveröffentlichung: 20. April 1992                                                                         |
| 1992 | Love’s Got a Hold on You Don’t Rock the Jukebox                                         | — | Country1 (20 Wo.)Country | Erstveröffentlichung: 13. Juli 1992                                                                          |
| 1992 | She’s Got the Rhythm (And I Got the Blues) A Lot About Livin’ (And a Little ’Bout Love) | — | Country1 (20 Wo.)Country | Erstveröffentlichung: 5. Oktober 1992                                                                        |
| 1993 | Tonight I Climbed the Wall A Lot About Livin’ (And a Little ’Bout Love)                 | — | Country4 (20 Wo.)Country | Erstveröffentlichung: 25. Januar 1993                                                                        |
| 1993 | Chattahoochee A Lot About Livin’ (And a Little ’Bout Love)                              | US46 ×3Dreifachplatin · (20 Wo.)US | Country1 (20 Wo.)Country | Erstveröffentlichung: 21. Mai 1993                                                                           |
| 1993 | Mercury Blues A Lot About Livin’ (And a Little ’Bout Love)                              | — | Country2 (20 Wo.)Country | Erstveröffentlichung: 13. September 1993                                                                     |
| 1994 | (Who Says) You Can’t Have It All A Lot About Livin’ (And a Little ’Bout Love)           | — | Country4 (20 Wo.)Country | Erstveröffentlichung: 24. Januar 1994                                                                        |
| 1994 | Summertime Blues Who I Am                                                               | — | Country1 (20 Wo.)Country | Erstveröffentlichung: 6. Juni 1994                                                                           |
| 1994 | Livin’ on Love Who I Am                                                                 | — | Country1 (20 Wo.)Country | Erstveröffentlichung: 29. August 1994                                                                        |
| 1994 | Gone Country Who I Am                                                                   | US— PlatinUS | Country1 (26 Wo.)Country | Erstveröffentlichung: 15. November 1994                                                                      |
| 1995 | Song for the Life Who I Am                                                              | — | Country6 (20 Wo.)Country | Erstveröffentlichung: 6. Februar 1995                                                                        |
| 1995 | I Don’t Even Know Your Name Who I Am                                                    | — | Country1 (20 Wo.)Country | Erstveröffentlichung: 15. Mai 1995                                                                           |
| 1995 | Tall, Tall Trees The Greatest Hits Collection                                           | — | Country1 (20 Wo.)Country | Erstveröffentlichung: 9. Oktober 1995                                                                        |
| 1996 | I’ll Try The Greatest Hits Collection                                                   | — | Country1 (20 Wo.)Country | Erstveröffentlichung: 1. Januar 1996                                                                         |
| 1996 | Home The Greatest Hits Collection                                                       | — | Country3 (20 Wo.)Country | Erstveröffentlichung: 15. April1 1996                                                                        |
| 1996 | Little Bitty Everything I Love                                                          | US58 Platin · (10 Wo.)US | Country1 (20 Wo.)Country | Erstveröffentlichung: 14. Oktober 1996                                                                       |
| 1997 | Everything I Love                                                                       | — | Country9 (20 Wo.)Country | Erstveröffentlichung: 13. Januar 1997                                                                        |
| 1997 | Who’s Cheatin’ Who Everything I Love                                                    | — | Country2 (20 Wo.)Country | Erstveröffentlichung: 7. April 1997                                                                          |
| 1997 | There Goes Everything I Love                                                            | — | Country1 (20 Wo.)Country | Erstveröffentlichung: 7. Juli 1997                                                                           |
| 1997 | Between the Devil and Me Everything I Love                                              | — | Country2 (20 Wo.)Country | Erstveröffentlichung: 6. Oktober 1997                                                                        |
| 1998 | A House with No Curtains Everything I Love                                              | — | Country18 (15 Wo.)Country | Erstveröffentlichung: Januar 1998                                                                            |
| 1998 | I’ll Go On Loving You High Mileage                                                      | — | Country3 (20 Wo.)Country | Erstveröffentlichung: 27. Juli 1998                                                                          |
| 1998 | Right on the Money High Mileage                                                         | US43 (12 Wo.)US | Country1 (20 Wo.)Country | Erstveröffentlichung: 19. Oktober 1998                                                                       |
| 1999 | Gone Crazy High Mileage                                                                 | US43 (13 Wo.)US | Country4 (20 Wo.)Country | Erstveröffentlichung: 25. Januar 1999                                                                        |
| 1999 | Little Man High Mileage                                                                 | US39 (17 Wo.)US | Country3 (23 Wo.)Country | Erstveröffentlichung: 31. Mai 1999                                                                           |
| 1999 | Pop a Top Under the Influence                                                           | US43 (17 Wo.)US | Country6 (20 Wo.)Country | Erstveröffentlichung: 4. Oktober 1999                                                                        |
| 2000 | The Blues Man Under the Influence                                                       | — | Country37 (15 Wo.)Country | Erstveröffentlichung: 16. Januar 2000                                                                        |
| 2000 | It Must Be Love Under the Influence                                                     | US37 (20 Wo.)US | Country1 (27 Wo.)Country | Erstveröffentlichung: 24. April 2000                                                                         |
| 2000 | www.memory When Somebody Loves You                                                      | US45 (15 Wo.)US | Country6 (20 Wo.)Country | Erstveröffentlichung: 2. Oktober 2000                                                                        |
| 2001 | When Somebody Loves You                                                                 | US52 (17 Wo.)US | Country5 (21 Wo.)Country | Erstveröffentlichung: 5. März 2001                                                                           |
| 2001 | Where I Come From When Somebody Loves You                                               | US34 (20 Wo.)US | Country1 (26 Wo.)Country | Erstveröffentlichung: 9. Juli 2001                                                                           |
| 2001 | It’s Alright to Be a Redneck When Somebody Loves You                                    | — | Country53 (10 Wo.)Country | Erstveröffentlichung: 5. November 2001                                                                       |
| 2001 | Where Were You (When the World Stopped Turning) Drive                                   | US28 (20 Wo.)US | Country1 (20 Wo.)Country | Erstveröffentlichung: 26. November 2001                                                                      |
| 2002 | Drive (For Daddy Gene) Drive                                                            | US28 Platin · (20 Wo.)US | Country1 (31 Wo.)Country | Erstveröffentlichung: 28. Januar 2002                                                                        |
| 2002 | Work in Progress Drive                                                                  | US35 (19 Wo.)US | Country3 (25 Wo.)Country | Erstveröffentlichung: 24. Juni 2002                                                                          |
| 2002 | That’d Be Alright Drive                                                                 | US29 (20 Wo.)US | Country2 (24 Wo.)Country | Erstveröffentlichung: 9. Dezember 2002                                                                       |
| 2003 | It’s Five O’Clock Somewhere Greatest Hits Volume II                                     | US17 ×3Dreifachplatin · (20 Wo.)US | Country1 (28 Wo.)Country | Erstveröffentlichung: 2. Juni 2003 mit Jimmy Buffett                                                         |
| 2003 | Remember When Greatest Hits Volume II                                                   | US29 ×4Vierfachplatin · (20 Wo.)US | Country1 (25 Wo.)Country | Erstveröffentlichung: 27. Oktober 2003                                                                       |
| 2004 | Hey Good Lookin’ License to Chill                                                       | US63 (11 Wo.)US | Country8 (20 Wo.)Country | Erstveröffentlichung: 17. Mai 2004 mit Jimmy Buffett, Clint Black, Kenny Chesney, Toby Keith & George Strait |
| 2004 | Too Much of a Good Thing What I Do                                                      | US46 (13 Wo.)US | Country5 (20 Wo.)Country | Erstveröffentlichung: 21. Juni 2004                                                                          |
| 2004 | Monday Morning Church What I Do                                                         | US54 (16 Wo.)US | Country5 (22 Wo.)Country | Erstveröffentlichung: 11. Oktober 2004                                                                       |
| 2005 | The Talkin’ Song Repair Blues What I Do                                                 | US99 (2 Wo.)US | Country18 (20 Wo.)Country | Erstveröffentlichung: 21. März 2005                                                                          |
| 2005 | USA Today What I Do                                                                     | — | Country18 (19 Wo.)Country | Erstveröffentlichung: 22. August 2005                                                                        |
| 2006 | Like Red on a Rose                                                                      | US80 (5 Wo.)US | Country15 (20 Wo.)Country | Erstveröffentlichung: 24. Juli 2006                                                                          |
| 2007 | A Woman’s Love Like Red on a Rose                                                       | US73 (12 Wo.)US | Country5 (26 Wo.)Country | Erstveröffentlichung: 8. Januar 2007                                                                         |
| 2007 | Small Town Southern Man Good Time                                                       | US42 (20 Wo.)US | Country1 (23 Wo.)Country | Erstveröffentlichung: 19. November 2007                                                                      |
| 2008 | Good Time                                                                               | US40 Platin · (20 Wo.)US | Country1 (20 Wo.)Country | Erstveröffentlichung: 21. April 2008                                                                         |
| 2008 | Country Boy Good Time                                                                   | US49 (19 Wo.)US | Country1 (20 Wo.)Country | Erstveröffentlichung: 29. September 2008                                                                     |
| 2009 | Sissy’s Song Good Time                                                                  | US61 (13 Wo.)US | Country9 (18 Wo.)Country | Erstveröffentlichung: 2. März 2009                                                                           |
| 2009 | I Still Like Bologna Good Time                                                          | — | Country32 (10 Wo.)Country | Erstveröffentlichung: 3. August 2009                                                                         |
| 2010 | It’s Just That Way Freight Train                                                        | — | Country16 (19 Wo.)Country | Erstveröffentlichung: 4. Januar 2010                                                                         |
| 2010 | Hard Hat and a Hammer Freight Train                                                     | — | Country17 (19 Wo.)Country | Erstveröffentlichung: 3. Mai 2010                                                                            |
| 2010 | Ring Of Fire 34 Number Ones                                                             | — | Country45 (9 Wo.)Country | Erstveröffentlichung: 6. Dezember 2010                                                                       |
| 2011 | Long Way To Go Thirty Miles West                                                        | — | Country24 (24 Wo.)Country | Erstveröffentlichung: 27. Juni 2011                                                                          |
| 2012 | So You Don’t Have To Love Me Anymore Thirty Miles West                                  | — | Country25 (24 Wo.)Country | Erstveröffentlichung: 16. Januar 2012                                                                        |
| 2012 | You Go Your Way Thirty Miles West                                                       | — | Country41 (7 Wo.)Country | Erstveröffentlichung: 27. August 2012                                                                        |
| 2015 | Jim and Jack and Hank Angels and Alcohol                                                | — | Country41 (3 Wo.)Country | Erstveröffentlichung: 6. Juli 2015                                                                           |
| Folgende Lieder erschienen nicht als Single, wurden aber durch das Album zu Download und Streaming bereitgestellt und konnten somit eine Platzierung erlangen, oder erreichten durch Airplay eine Platzierung in den Country-Charts: |                                                                                         | | | |
| |                                                                                         | | | |
| 1991 | I Only Want You for Christmas Honky Tonk Christmas                                      | — | Country41 (12 Wo.)Country | |
| 1993 | Tropical Depression A Lot About Livin’ (And a Little ’Bout Love)                        | — | Country75 (1 Wo.)Country | |
| 1993 | Tequila Sunrise Common Thread: The Songs of the Eagles                                  | — | Country64 (17 Wo.)Country | |
| 1993 | Honky Tonk Christmas                                                                    | — | Country53 (5 Wo.)Country | |
| 1996 | Rudolph the Red-Nosed Reindeer Star of Wonder: A Country Christmas Collection           | — | Country56 (3 Wo.)Country | |
| 1997 | A Holly Jolly Christmas Honky Tonk Christmas                                            | — | Country51 (3 Wo.)Country | |
| 1999 | She Just Started Liking Cheatin’ Songs Under the Influence                              | — | Country72 (1 Wo.)Country | |
| 1999 | My Own Kind of Hat Under the Influence                                                  | — | Country71 (1 Wo.)Country | |
| 1999 | Margaritaville –                                                                        | — | Country63 (3 Wo.)Country | mit Jimmy Buffett                                                                                            |
| 2000 | Three Minute Positive Not Too Country Up-Tempo Love Song When Somebody Loves You        | — | Country72 (1 Wo.)Country | Up-Tempo Love Song                                                                                           |
| 2002 | Designated Drinker Drive                                                                | — | Country44 (8 Wo.)Country | mit George Strait                                                                                            |
| 2002 | Let It Be Christmas                                                                     | — | Country37 (5 Wo.)Country | |
| 2002 | Jingle Bells Let It Be Christmas                                                        | — | Country58 (1 Wo.)Country | |
| 2003 | Just Put a Ribbon in Your Hair A Very Special Acoustic Christmas                        | — | Country51 (2 Wo.)Country | |
| 2015 | Angels and Alcohol                                                                      | — | Country49 (1 Wo.)Country | |

Weitere Singles
- 2016: The One You’re Waiting On
- 2017: The Older I Get (US: Gold)
- 2021: You’ll Always Be My Baby

### Gastbeiträge
| Jahr | Titel Album                                         | Höchstplatzierung, Gesamtwochen, AuszeichnungChartplatzierungen (Jahr, Titel, Album, Platzierungen, Wochen, Auszeichnungen, Anmerkungen) | Höchstplatzierung, Gesamtwochen, AuszeichnungChartplatzierungen (Jahr, Titel, Album, Platzierungen, Wochen, Auszeichnungen, Anmerkungen) | Anmerkungen                                                             |
| Jahr | Titel Album                                         | US | Country | Anmerkungen                                                             |
| --- | --------------------------------------------------- | --- | --- | ----------------------------------------------------------------------- |
| 1994 | A Good Year For The Roses The Bradley Barn Sessions | — | Country56 (7 Wo.)Country | Erstveröffentlichung: November 1994 mit George Jones                    |
| 1996 | Redneck Games Crank It Up: The Music Album          | US66 (10 Wo.)US | Country42 (12 Wo.)Country | mit Jeff Foxworthy                                                      |
| 2010 | As She’s Walking Away 34 Number Ones                | US32 Platin · (20 Wo.)US | Country1 (19 Wo.)Country | Erstveröffentlichung: 23. August 2010 Zac Brown Band feat. Alan Jackson |
| Folgende Lieder erschienen nicht als Single, wurden aber durch das Album zum Download und Streaming bereitgestellt und konnten somit eine Platzierung erlangen: |                                                     | | |                                                                         |
| |                                                     | | |                                                                         |
| 2000 | Murder On Music Row Latest Greatest Straitest Hits  | — | Country38 (20 Wo.)Country | mit George Strait                                                       |

## Auszeichnungen für Musikverkäufe
| Silberne Schallplatte - Vereinigtes Königreich - 2023: für die Single It’s Five O’Clock Somewhere Goldene Schallplatte - Australien - 1997: für das Album Everything I Love - 1997: für das Album Who I Am - 1999: für das Album A Lot About Livin’ (And a Little ’bout Love) - 2002: für das Album Drive - 2010: für das Album Good Time - Kanada - 1994: für das Videoalbum Livin’, Lovin’, and Rockin’ the Jukebox - 2000: für das Album When Somebody Loves You - 2008: für das Album Good Time - Norwegen - 2004: für das Album Drive - 2004: für das Album Greatest Hits Vol. II - Vereinigte Staaten - 1992: für das Videoalbum Here In the Real World - 2004: für das Videoalbum Greatest Hits Vol. II (Disc 2) | Platin-Schallplatte - Australien - 2002: für das Album The Greatest Hits Collection - 2015: für das Album 34 Number Ones - 2021: für das Album Playlist: The Very Best Of Alan Jackson - Kanada - 1998: für das Album High Mileage - 2002: für das Album Drive - 2005: für das Videoalbum Greatest Hits Vol. II - Vereinigte Staaten - 1994: für das Videoalbum Livin’, Lovin’, and Rockin’ That Jukebox - 1999: für das Videoalbum Greatest Hits Collection - 2003: für das Videoalbum Greatest Hits Vol. II (Disc 1) - 2018: für das Videoalbum Precious Memories | 2× Platin-Schallplatte - Kanada - 1994: für das Album Don’t Rock the Jukebox - 1994: für das Album Here in the Real World - 1996: für das Album Who I Am - 2005: für das Album Greatest Hits Vol. II 3× Platin-Schallplatte - Kanada - 1994: für das Album A Lot About Livin’ (And a Little ’bout Love) 4× Platin-Schallplatte - Kanada - 2000: für das Album The Greatest Hits Collection |

Anmerkung: Auszeichnungen in Ländern aus den Charttabellen bzw. Chartboxen sind in ebendiesen zu finden.
| Land/RegionAuszeichnungen für Musikverkäufe (Land/Region, Auszeichnungen, Verkäufe, Quellen) | Silber     | Gold       | Platin       | Verkäufe   | Quellen                                                    |
| -------------------------------------------------------------------------------------------- | ---------- | ---------- | ------------ | ---------- | ---------------------------------------------------------- |
| Australien (ARIA)                                                                            | —          | 5× Gold5   | 3× Platin3   | 385.000    | aria.com.au                                                |
| Kanada (MC)                                                                                  | —          | 3× Gold3   | 18× Platin18 | 1.815.000  | musiccanada.com                                            |
| Norwegen (IFPI)                                                                              | —          | 2× Gold2   | —            | 40.000     | ifpi.no (Memento vom 5. November 2012 im Internet Archive) |
| Vereinigte Staaten (RIAA)                                                                    | —          | 6× Gold6   | 63× Platin63 | 61.500.000 | riaa.com                                                   |
| Vereinigtes Königreich (BPI)                                                                 | 4× Silber4 | —          | —            | 380.000    | bpi.co.uk                                                  |
| Insgesamt                                                                                    | 4× Silber4 | 16× Gold16 | 84× Platin84 |            |                                                            |

## Auszeichnungen (Auswahl)
| Jahr | Organisation | Award                     | Titel                                             |
| ---- | ------------ | ------------------------- | ------------------------------------------------- |
| 1990 | ACM          | Top New Male Vocalist     |                                                   |
| 1990 | TNN          | Song of the Year          | „Here in the Real World“                          |
| 1991 | ACM          | Album of the Year         | „Don’t Rock the Jukebox“                          |
| 1991 | ACM          | Single of the Year        | „Don’t Rock the Jukebox“                          |
| 1991 | TNN          | Album of the Year         | „Here in the Real World“                          |
| 1991 | TNN          | Star of Tomorrow          |                                                   |
| 1992 | CMA          | Music Video of the Year   | „Midnight in Montgomery“                          |
| 1992 | TNN          | Album of the Year         | „Don’t Rock the Jukebox“                          |
| 1992 | TNN          | Single of the Year        | „Don’t Rock the Jukebox“                          |
| 1992 | TNN          | Top Male Vocalist         |                                                   |
| 1993 | ACM          | Album of the Year         | „A Lot About Livin'“                              |
| 1993 | ACM          | Single of the Year        | „Chattahoochee“                                   |
| 1993 | CMA          | Music Video of the Year   | „Chattahoochee“                                   |
| 1993 | CMA          | Single of the Year        | „Chattahoochee“                                   |
| 1993 | TNN          | Entertainer of the Year   |                                                   |
| 1993 | TNN          | Song of the Year          | „Chattahoochee“                                   |
| 1993 | TNN          | Top Male Vocalist         |                                                   |
| 1994 | ACM          | Top Male Vocalist         |                                                   |
| 1994 | CMA          | Song of the Year          | „Chattahoochee“                                   |
| 1994 | TNN          | Album of the Year         | „A Lot About Livin’ (And a Little ’Bout Love)“    |
| 1994 | TNN          | Entertainer of the Year   |                                                   |
| 1994 | TNN          | Single of the Year        | „Chattahoochee“                                   |
| 1994 | TNN          | Top Male Vocalist         |                                                   |
| 1995 | ACM          | Top Male Vocalist         |                                                   |
| 1995 | CMA          | Entertainer of the Year   |                                                   |
| 1995 | TNN          | Album of the Year         | „Who I Am“                                        |
| 1995 | TNN          | Entertainer of the Year   |                                                   |
| 1995 | TNN          | Single of the Year        | „Livin' on Love“                                  |
| 1995 | TNN          | Top Male Vocalist         |                                                   |
| 1996 | TNN          | Entertainer of the Year   |                                                   |
| 1996 | TNN          | Top Male Vocalist         |                                                   |
| 1997 | TNN          | Entertainer of the Year   |                                                   |
| 1997 | TNN          | Top Male Vocalist         |                                                   |
| 2000 | CMA          | Vocal Event of the Year   |                                                   |
| 2001 | ACM          | Single of the Year        | „Where Were You (When the World Stopped Turning)“ |
| 2001 | ACM          | Song of the Year          | „Where Were You (When the World Stopped Turning)“ |
| 2001 | ACM          | Top Male Vocalist         |                                                   |
| 2001 | TNN          | Album of the Year         | „When Somebody Loves You“                         |
| 2001 | TNN          | Single of the Year        | „Murder on Music Row“                             |
| 2001 | TNN          | Top Male Vocalist         |                                                   |
| 2002 | ACM          | Album of the Year         | „Drive“                                           |
| 2002 | ACM          | Video of the Year         | „Drive“                                           |
| 2002 | CMA          | Album of the Year         | „Drive“                                           |
| 2002 | CMA          | Entertainer of the Year   |                                                   |
| 2002 | CMA          | Male Vocalist of the Year |                                                   |
| 2002 | CMA          | Single of the Year        | „Where Were You (When the World Stopped Turning)“ |
| 2002 | CMA          | Song of the Year          | „Where Were You (When the World Stopped Turning)“ |
| 2002 | Grammy       | Best Country Song         | „Where Were You (When the World Stopped Turning)“ |
| 2003 | ACM          | Single of the Year        | „It's Five O'Clock Somewhere“                     |
| 2003 | ACM          | Vocal Event of the Year   |                                                   |
| 2003 | CMA          | Entertainer of the Year   |                                                   |
| 2003 | CMA          | Male Vocalist of the Year |                                                   |
| 2003 | CMA          | Vocal Event of the Year   |                                                   |